# František Hruška (fotbalista)
František Hruška (* 4. listopadu 1948) je bývalý slovenský fotbalista, útočník. Žije v Bánovcích nad Bebravou.

## Fotbalová kariéra
V československé lize hrál za TŽ Třinec. Nastoupil ve 29 ligových utkáních a dal 6 gólů. V nižší soutěži hrál i za Strojárne Martin.

## Ligová bilance
| Ročník                                   | Zápasy | Góly | Klub      |
| ---------------------------------------- | ------ | ---- | --------- |
| 1. československá fotbalová liga 1975/76 | 29     | 6    | TŽ Třinec |
| CELKEM                                   | 29     | 6    |           |